# 北投代天府
北投代天府位於台灣台北市豐年路，為主祀伍府千歲之道教廟宇。該建物興建於1974年，今為位於台北北投區之仿古廟宇建築。另外，該廟宇的組織型態為管理人制，祭典日期則是每年農曆之六月十五。
北投代天府內的伍府千歲是隨著北投望族陳姓的開台祖奉請來台，已有數百年的歷史。伍府千歲最初供俸在「陳柏記商號」的廳堂。隨著時代演進，北投陳姓的子孫開枝散葉，所以祭祀方式改為陳姓各支脈輪流祭祀。日治時期，總督府提倡皇民化運動與「眾神升天」，欲將神像焚毀以破坏汉族传统信仰，陳姓族人遂將神明金身藏於牆壁中並以蓑衣掩蓋，因此得以保存。到了民國六十三年（1974年），陳永章有感伍府千歲是北投陳姓的守護神，因而與眾多族人籌資購地，建廟在周氏節孝坊之旁。北投代天府的歷史見證了北投陳姓與北投的開拓歷史，也是北投陳姓族人凝聚力的象徵。地方耆老表示，以前北投代天府仍有神明乩身，王爺會降駕濟世，且不同王爺的專科不同。北投代天府的王爺並非鯤鯓王的分靈，但曾藉由乩身表示自己與鯤鯓王有淵源。北投代天府的祭典在農曆的六月十五，是北投當地的一大宗教盛事。（页面存档备份，存于）